# Celle (affluent de l'Arroux)
Pour les articles homonymes, voir Celle.
La Celle (autrefois et parfois encore orthographiée Selle) est une rivière française qui coule dans le département de Saône-et-Loire, en région Bourgogne-Franche-Comté, et plus précisément dans la zone du massif du Morvan. C'est un affluent droit de l'Arroux, donc un sous-affluent du fleuve la Loire.

## Géographie

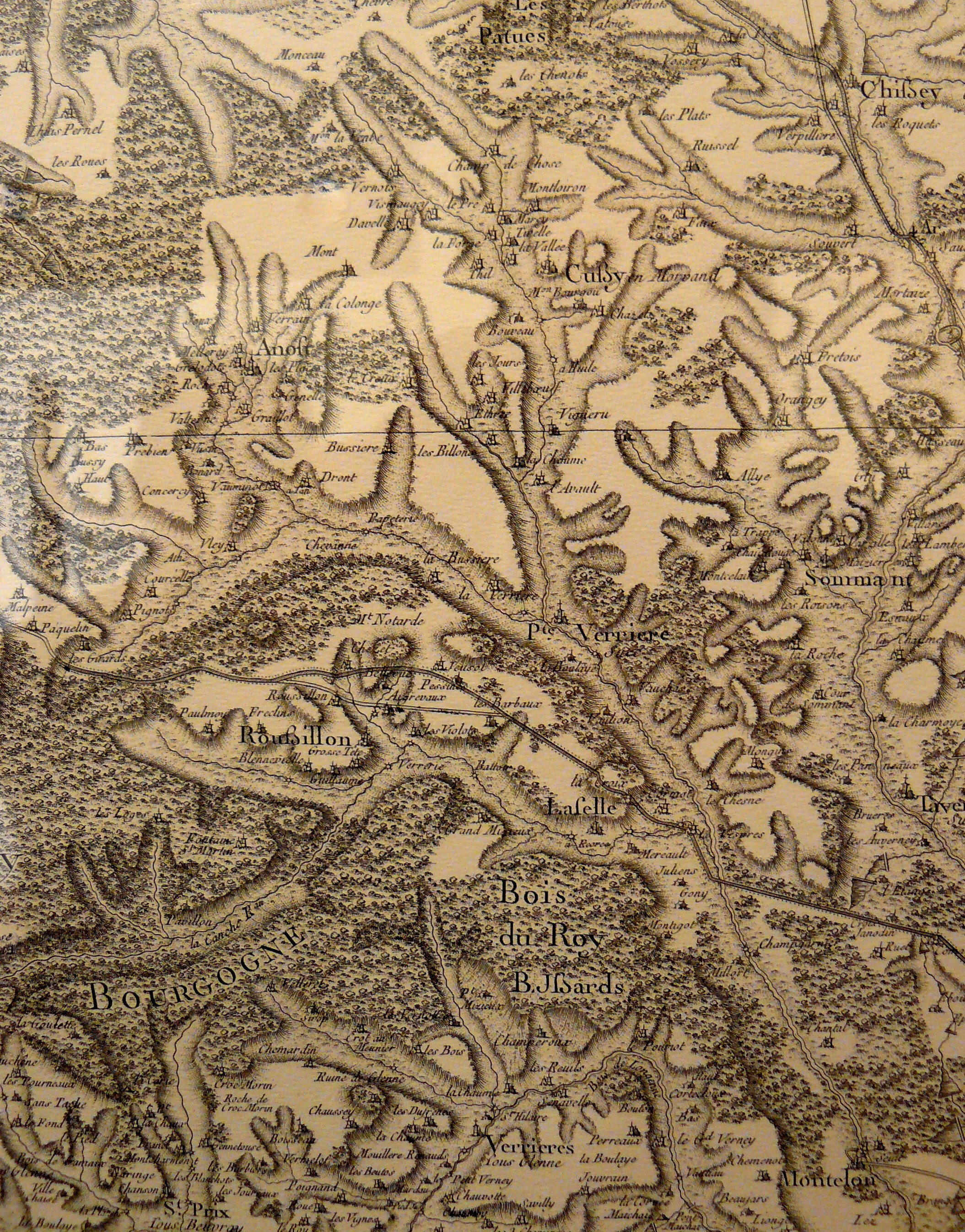
Le bassin de la Selle selon la carte de Cassini.

De 27,7 km de longueur, la Celle prend source sur la commune de Cussy-en-Morvan, à 677 m d'altitude, près du lieu-dit la Croix de Chèvre et à moins de 100 mètres du GRP Tour du Morvan, et s'appelle sur cette partie haute le Grand Verney. 
Puis après s'être appelé la rivière de Cussy-en-Morvan, la rivière s'appelle alors la Chaloire, après la confluence de l'Anost, jusqu'à la confluence avec la Canche où elle prend son nom final de Celle, se rejoignant à La Celle-en-Morvan (au camping appelé Les Deux Rivières) pour former la Celle.
La Celle se jette dans l'Arroux, en rive droite, à Monthelon, à 282 m d'altitude, près du lieu-dit les Bléreaux.
Les sources de la rivière et des autres affluents se trouvent dans une région boisée et pluvieuse, à la limite des départements de la Côte-d'Or et de la Nièvre. L'orientation générale de la rivière Celle, selon le SANDRE, va du nord vers le sud et est plus ou moins parallèle au cours du Ternin qui coule un peu plus à l'est. La plus grande partie de son parcours se déroule sur le territoire du parc naturel régional du Morvan.

### Communes et cantons traversés
Dans le seul département de Saône-et-Loire, la Celle traverse les six communes suivantes, de l'amont vers l'aval, de Cussy-en-Morvan (source), Anost, La Petite-Verrière, La Celle-en-Morvan, Tavernay et Monthelon (confluence).
La Celle prend source et conflue dans le même canton d'Autun-1, dans l'arrondissement d'Autun, dans l'intercommunalité communauté de communes du Grand Autunois Morvan.

### Toponyme
La Celle a donné son hydronyme à la commune de La Celle-en-Morvan.

### Bassin versant
La Celle traverse une seule zone hydrographique « L'arroux du ternin (nc) à la Celle (C) » (K128)(,).
Son bassin versant est d'environ 150 km2.
Les cours d'eau voisins sont le Ternin au nord-est, et à l'est, l'Arroux au sud-est, au sud et sud-ouest, le Méchet à l'ouest, l'Yonne à l'ouest et au nord-ouest, la Cure au nord.

### Organisme gestionnaire
L'organisme gestionnaire est le SMBVAS ou Syndicat mixte des bassins versants de l'Arroux et de la Somme. Par contre le SAGE Arroux-Bourbince est en état abandonné depuis une décision préfectorale en juillet 2015.

## Affluents
La Celle a dix-sept tronçons affluents dont deux seulement sont supérieur à dix kilomètres de longueur :
- la Canche (rd[note 2]), 15,2 km sur trois communes avec treize affluents et de rang de Strahler quatre par le ruisseau de la Goulotte.
- l'Anost (rd), 10 km avec quatre affluents et de rang de Strahler quatre

Les autres affluents nommés et de moins de six kilomètres de longueur sont :
- le ruisseau de Davelle (rd), 5 km sur les deux communes de Anost (source) et Cussy-en-Morvan (confluence), avec deux affluents et de rang de Strahler deux.
- la rivière de Cussy (rg), 2 km sur la seule commune de Cussy-en-Morvan sans affluent.

### Rang de Strahler
Donc le rang de Strahler de la Celle est de cinq par la Canche ou l'Anost.

## Hydrologie
La Celle est une rivière très abondante, comme tous les cours d'eau issus du massif du Morvan. Son régime hydrologique est dit pluvial.

### La Celle à La Celle-en-Morvan
Son débit a été observé depuis le 1er septembre 1969 , à 320 m d'altitude, au lieu-dit Polroy de la commune de La Celle-en-Morvan, localité située à une dizaine de kilomètres en amont de son confluent avec l'Arroux. Le bassin versant de la rivière y est de 138 km2 (soit plus de 90 % de la totalité de ce dernier qui est de plus ou moins 150 km2).
Le module de la rivière à La Celle-en-Morvan est de 2,99 m3/s.
La Celle présente les fluctuations saisonnières de débit typiques des cours d'eau de la région du Morvan. Les hautes eaux se déroulent en hiver et se caractérisent par des débits mensuels allant de 4,56 à 6,39 m3/s, de décembre à mars inclus (avec un sommet en février). Les basses eaux ont lieu en été, de juillet à début octobre, entraînant une baisse du débit moyen mensuel allant jusqu'à 0,562 m3/s au mois d'août. Les irrégularités sont cependant bien plus prononcées sur de plus courtes périodes.

### Étiage ou basses eaux
À l'étiage, le VCN3 peut chuter jusque 0,130 m3/s, en cas de période quinquennale sèche, soit 75 litres par seconde, ce qui est sévère, mais fréquent dans cette région.

### Crues
Les crues peuvent être importantes. Les QIX 2 et QIX 5 valent respectivement 27 et 36 m3/s. Le QIX 10 est de 41 m3/s, le QIX 20 de 47 m3/s et le QIX 50 de 54 m3/s. Le QIX 100 n'a pas pu encore être calculé vu la période d'observation de 52 ans.
La hauteur maximale instantanée a été de 247 cm ou encore 2,47 m le 14 février 1990.
Le débit instantané maximal enregistré à la Celle-en-Morvan a été de 46,1 m3/s le 14 février 1990, tandis que la valeur journalière maximale était de 39,4 m3/s le 15 février 1990. En comparant le premier de ces chiffres à l'échelle des QIX de la Celle, il ressort que cette crue n'était même pas vicennale, et donc guère exceptionnelle.

### Lame d'eau et débit spécifique

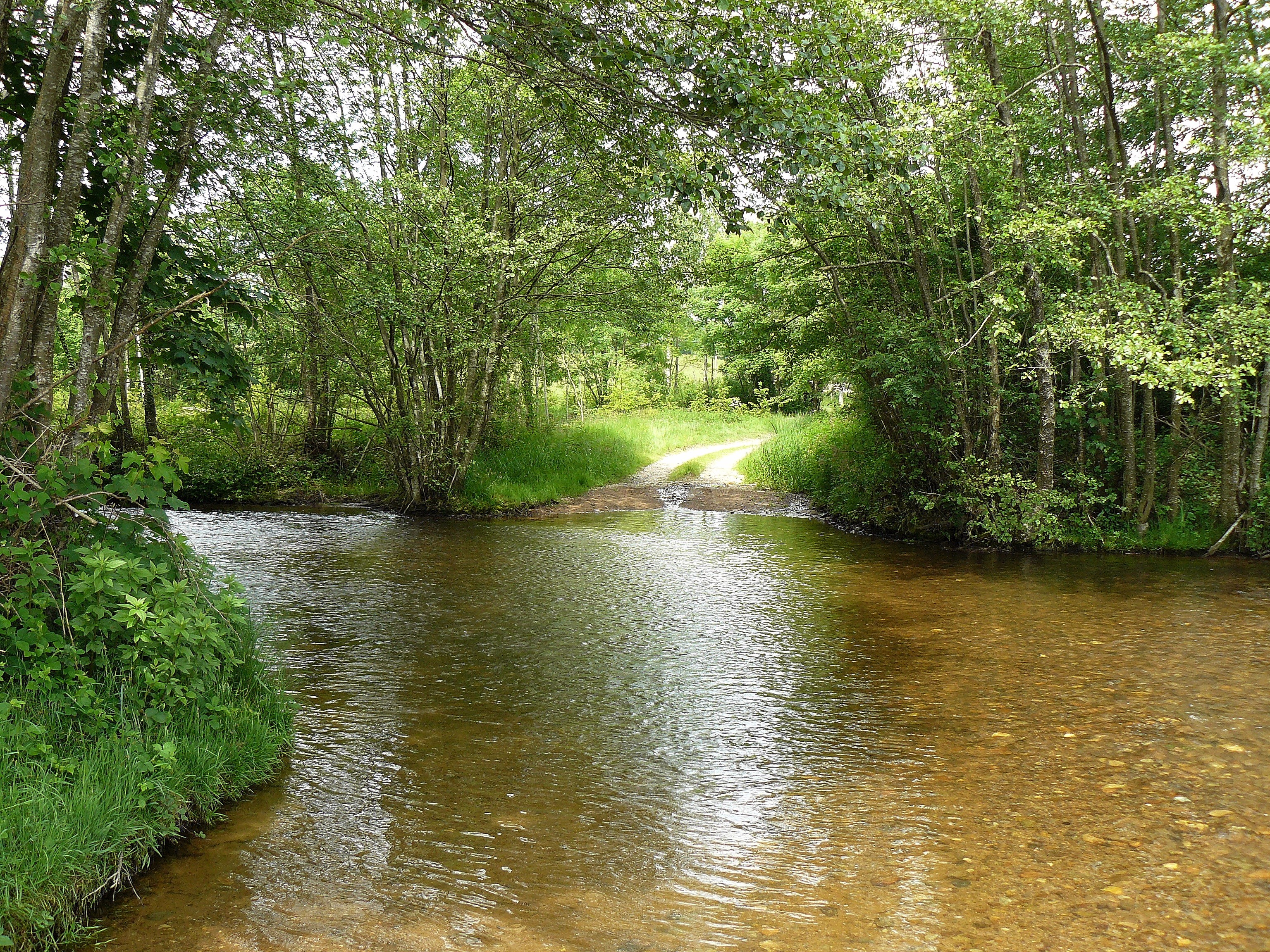
Gué de la Chaloire, à La Celle-en-Morvan.

Au total, la Celle est une rivière très abondante, alimentée par des précipitations elles aussi très abondantes, dans la région du massif du Morvan. La lame d'eau écoulée dans son bassin versant est de 686 millimètres annuellement, ce qui est très élevé, plus de deux fois supérieur à la moyenne d'ensemble de la France. Le débit spécifique de la rivière (ou Qsp) atteint ainsi 21,7 litres par seconde et par kilomètre carré de bassin.